# Байо, Мохамед
Мохаме́д Байо́ (фр. Mohamed Bayo; родился 4 июня 1998 года, Клермон-Ферране, Франция) — гвинейский футболист, нападающий французского клуба «Лилль» и сборной Гвинеи.

## Клубная карьера
Мохамед Байо начал играть в футбол в 2004 году в клубе «Клермон» из его родного города. Он провел 14 лет в клубе на юношеском уровне после чего дебютировал за основную команду 11 ноября 2017 года в матче Кубка Франции против клуба «Изёр» (0:1), выйдя на замену на 76 минуте.
В январе 2019 года Байо был отдан в аренду клубу «Дюнкерк» до конца сезона 2018/2019. Впоследствии аренду продлили ещё на сезон 2019/2020. 1 февраля 2019 года дебютировал за «Дюнкерк», выйдя на замену в матче Насьоналя против клуба «По» (1:2) на 58 минуте.
13 июля 2022 года Байо перешёл в «Лилль» и подписал контракт с клубом до 2027 года.

## Международная карьера
Байо является игроком сборной Гвинеи. Дебютировал за сборную 24 марта 2021 года в отборочном матче Кубка африканских наций против сборной Мали (1:0).

## Вне футбола
24 октября 2021 года около 7 часов утра в состоянии алкогольного опьянения он совершил дорожно-транспортное происшествие и попытался скрыться. Позже он был арестован и взят под стражу. На следующий день он извинился, говоря, что знает о своих действиях и сожалеет о них. Мохамед был вызван на судебное заседание 28 июня 2022 года.